# 維爾吉利尤斯·阿列克納
維爾吉利尤斯·阿列克納（發音：[vʲɪrʲˈɡʲɪlʲɪjʊs ɐlʲɛkˈnɐ]；1972年2月13日—）是立陶宛前铁饼選手，也是立陶宛政治人物。他曾參加2000年、2004年和2008年奧運，獲得二面金牌。
阿列克納退役後，在2016年成為立陶宛议会的議員。

## 運動成就
阿列克納曾在夏季奥林匹克运动会的男子铁饼獲得二面金牌，第一次是在2000年悉尼奧運，第二次是在2004年雅典奧運，在2008年的北京奧運則獲得銅牌。阿萊克納在2007年獲選為联合国教育、科学及文化组织的體育冠軍。他的铁饼紀錄是73.88米，僅次於世界紀錄的74.08米。
| 重要比賽成績 | 重要比賽成績       | 重要比賽成績 | 重要比賽成績      |
| 年度         | 比賽               | 名次         | 距離（公尺）      |
| ------------ | ------------------ | ------------ | ----------------- |
| 1994年       | 歐洲田徑錦標賽     | 17           | 56.38             |
| 1995年       | 世界田徑錦標賽     | 19           | 59.20             |
| 1996年       | 夏季奥林匹克运动会 | 5            | 65.30             |
| 1997年       | 世界田徑錦標賽     | 2            | 66.70             |
| 1998年       | 歐洲田徑錦標賽     | 3            | 66.46             |
| 1999年       | 世界田徑錦標賽     | 4            | 67.53             |
| 2000年       | 立陶宛田徑錦標賽   | 1            | 73.88（國家紀錄） |
| 2000年       | 夏季奥林匹克运动会 | 1            | 69.30             |
| 2001年       | 世界田徑錦標賽     | 2            | 69.40             |
| 2002年       | 歐洲田徑錦標賽     | 2            | 66.62             |
| 2003年       | 世界田徑錦標賽     | 1            | 69.69             |
| 2003年       | 世界田徑決賽       | 1            | 68.30             |
| 2004年       | 夏季奥林匹克运动会 | 1            | 69.89             |
| 2004年       | 世界田徑決賽       | 4            | 63.64             |
| 2005年       | 世界田徑錦標賽     | 1            | 70.17             |
| 2005年       | 世界田徑決賽       | 1            | 67.64             |
| 2006年       | 歐洲田徑錦標賽     | 1            | 68.67             |
| 2006年       | 世界田徑決賽       | 1            | 68.63             |
| 2007年       | 世界田径锦标赛     | 4            | 65.24             |
| 2007年       | 世界田徑決賽       | 2            | 65.94             |
| 2008年       | 夏季奥林匹克运动会 | 3            | 67.79             |
| 2008年       | 世界田徑決賽       | 8            | 61.03             |
| 2009年       | 世界田径锦标赛     | 4            | 66.36             |
| 2009年       | 世界田徑決賽       | 1            | 67.63             |
| 2010年       | 歐洲田徑錦標賽     | 5            | 64.64             |
| 2011年       | 世界田徑錦標賽     | 6            | 64.09             |
| 2012年       | 夏季奥林匹克运动会 | 4            | 67.38             |
| 2013年       | 世界田徑錦標賽     | 16           | 61.91             |
| 2014年       | 欧洲田径锦标赛     | 21           | 59.35             |

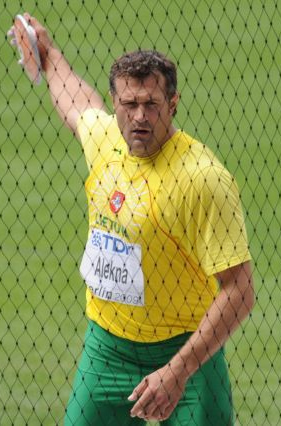
阿列克納在柏林第八次參加世界田徑錦標賽.

阿列克納在2000年被《田径新闻》選為年度最佳田径运动员，立陶宛政府也授與立陶宛大公格迪米納斯勳章。他是四屆的立陶宛年度最佳運動員（2000年
、2004年、2005年、2006年）。阿列克納自1995年起就是立陶宛總理的保鏢。
阿列克納和前長跑選手Kristina Sablovskytė-Aleknienė結婚，有二個兒子，分別是馬蒂納斯（Martynas）和米科拉斯·阿莱克纳，后者也是鐵餅選手。
阿列克納身高2.00 m，但手臂伸展開來的長度是2.22m，對鐵餅比賽很有幫助。他可以同時在公車兩邊的車窗上留下指紋。
在2007年世界田径锦标赛時負傷參加比賽，他在8月20日受傷，在8月28日仍參加資格賽，後來沒有通過，打破了過去二年連續37次的勝利。阿列克納在2017年獲得歐洲運動員終身成就獎（European Athletics Lifetime Achievement award）。

## 政治生涯
阿列克納在2016年5月時宣佈要參加同年十月的2016年立陶宛議會選舉，他沒有加入政黨，不過名列反對黨立陶宛共和國自由運動的選舉人名單中。他在Naujamiestis單一選區的两轮选举制中落敗，但因為名列選舉人名單，獲選為第十二屆國會議員。

## 外部連結
- Virgilijus Alekna在的頁面
- ALEKNA biography rzutyiskoki.pl （页面存档备份，存于）

| 獎項                         | 獎項                                        | 獎項                         |
| ---------------------------- | ------------------------------------------- | ---------------------------- |
| 前任： 希沙姆·格鲁杰         | 年度最佳田径运动员 2000年                   | 繼任： 希沙姆·格鲁杰         |
| 前任： 克里斯蒂安·奥尔松     | 歐洲年度最佳男子田径運動員 2005年           | 繼任： Francis Obikwelu      |
| 前任： Edita Pučinskaitė     | 立陶宛年度最佳運動員 2000年                 | 繼任： Rasa Polikevičiūtė    |
| 前任： 沙鲁纳斯·亚西克维丘斯 | 立陶宛年度最佳運動員 2004年, 2005年, 2006年 | 繼任： 拉穆纳斯·希什考斯卡斯 |
| 奥林匹克运动会               |                                             |                              |
| 前任： 沙鲁纳斯·亚西克维丘斯 | 立陶宛掌旗官 2012年                         | 繼任： 金塔蕾·沙伊特         |